# Bob-Weltcup 1991/92
Der Bob-Weltcup 1991/92 begann am 3. November 1991 im kanadischen Calgary und endete nach insgesamt fünf Weltcuprennen Anfang März 1992 im schweizerischen St. Moritz.
Neben der Bob-Europameisterschaft auf der Kunsteisbahn am Königssee  waren die Olympischen Winterspiele im französischen Albertville der absolute Saisonhöhepunkt.

## Einzelergebnisse der Weltcupsaison 1991/92

### Weltcupkalender
| #  | Datum                            | Land        | Ort         | Wettkampfstätte                         |
| -- | -------------------------------- | ----------- | ----------- | --------------------------------------- |
| 1  | 3. November – 6. November 1991   | Kanada      | Calgary     | Calgary’s WinSport Bobsleigh/Luge Track |
| 2  | 17. November – 20. November 1991 | Deutschland | Winterberg  | Veltins-Eisarena                        |
| 3  | 28. November – 30. November 1991 | Österreich  | Igls        | Olympia Eiskanal Igls                   |
| 4  | 5. Dezember – 8. Dezember 1991   | Deutschland | Altenberg   | Rennschlitten- und Bobbahn Altenberg    |
| EM | 25. Januar – 2. Februar 1992     | Deutschland | Königssee   | Kunsteisbahn Königssee                  |
| OG | 15. Februar – 22. Februar 1992   | Frankreich  | Albertville | Piste de La Plagne                      |
| 5  | 27. Februar – 1. März 1992       | Schweiz     | St. Moritz  | Olympia Bob Run St. Moritz–Celerina     |

### Weltcupergebnisse
| 1. Weltcup in Calgary, 3. November 1991 – 6. November 1991 | 1. Weltcup in Calgary, 3. November 1991 – 6. November 1991 | 1. Weltcup in Calgary, 3. November 1991 – 6. November 1991                                                                           | 1. Weltcup in Calgary, 3. November 1991 – 6. November 1991 | 1. Weltcup in Calgary, 3. November 1991 – 6. November 1991 |
| ---------------------------------------------------------- | ---------------------------------------------------------- | --- | ---------------------------------------------------------- | ---------------------------------------------------------- |
| Disziplin                                                  | Erster Platz                                               | Zweiter Platz | Dritter Platz                                              |                                                            |
| Zweierbob                                                  | Rudi Lochner Markus Zimmermann                             | Greg Haydenluck David MacEachern | Brian Shimer Jeff Woddward                                 |                                                            |
| Viererbob                                                  | KanadaChris Lori John Graham Ken LeBlanc Douglas Currier   | DeutschlandWolfgang Hoppe Bogdan Musiol Axel Kühn Rene Hannemann ÖsterreichIngo Appelt Gerhard Redl Gerhard Haidacher Harald Willner |                                                            |                                                            |

| 2. Weltcup in Winterberg, 17. November 1991 – 20. November 1991 | 2. Weltcup in Winterberg, 17. November 1991 – 20. November 1991    | 2. Weltcup in Winterberg, 17. November 1991 – 20. November 1991 | 2. Weltcup in Winterberg, 17. November 1991 – 20. November 1991        | 2. Weltcup in Winterberg, 17. November 1991 – 20. November 1991 |
| --------------------------------------------------------------- | ------------------------------------------------------------------ | --------------------------------------------------------------- | ---------------------------------------------------------------------- | --------------------------------------------------------------- |
| Disziplin                                                       | Erster Platz                                                       | Zweiter Platz                                                   | Dritter Platz                                                          |                                                                 |
| Zweierbob                                                       | Gustav Weder Donat Acklin                                          | Rudi Lochner Markus Zimmermann                                  | Wolfgang Hoppe René Hannemann                                          |                                                                 |
| Viererbob                                                       | SchweizGustav Weder Bruno Gerber Lorenz Schindelholz Curdin Morell | DeutschlandWolfgang Hoppe Bogdan Musiol Axel Kühn Thomas Rex    | LettlandZintis Ekmanis Aldis Intlers Boris Artemjews Ottomars Richters |                                                                 |

| 3. Weltcup in Igls, 27. November 1991 – 30. November 1991 | 3. Weltcup in Igls, 27. November 1991 – 30. November 1991             | 3. Weltcup in Igls, 27. November 1991 – 30. November 1991          | 3. Weltcup in Igls, 27. November 1991 – 30. November 1991             | 3. Weltcup in Igls, 27. November 1991 – 30. November 1991 |
| --------------------------------------------------------- | --------------------------------------------------------------------- | ------------------------------------------------------------------ | --------------------------------------------------------------------- | --------------------------------------------------------- |
| Disziplin                                                 | Erster Platz                                                          | Zweiter Platz                                                      | Dritter Platz                                                         |                                                           |
| Zweierbob                                                 | Wolfgang Hoppe René Hannemann                                         | Gustav Weder Bruno Gerber                                          | Gerhard Rainer Thomas Bachler                                         |                                                           |
| Viererbob                                                 | DeutschlandWolfgang Hoppe Frank Bartholomäus Axel Kühn René Hannemann | SchweizGustav Weder Donat Acklin Lorenz Schindelholz Curdin Morell | ÖsterreichIngo Appelt Gerhard Haidacher Harald Winkler Thomas Schroll |                                                           |

| 4. Weltcup in Altenberg, 5. Dezember 1991 – 8. Dezember 1991 | 4. Weltcup in Altenberg, 5. Dezember 1991 – 8. Dezember 1991  | 4. Weltcup in Altenberg, 5. Dezember 1991 – 8. Dezember 1991                          | 4. Weltcup in Altenberg, 5. Dezember 1991 – 8. Dezember 1991   | 4. Weltcup in Altenberg, 5. Dezember 1991 – 8. Dezember 1991 |
| ------------------------------------------------------------ | ------------------------------------------------------------- | ------------------------------------------------------------------------------------- | -------------------------------------------------------------- | ------------------------------------------------------------ |
| Disziplin                                                    | Erster Platz                                                  | Zweiter Platz                                                                         | Dritter Platz                                                  |                                                              |
| Zweierbob                                                    | Peter Hinz Kai-Uwe Kohlert                                    | Dennis Marineau Jack Pyc                                                              | Günther Huber Stefano Ticci                                    |                                                              |
| Viererbob                                                    | DeutschlandHarald Czudaj Tino Bonk Axel Jang Alexander Szelig | SowjetunionOleg Suchorutschenko Andrei Gorochow Wladimir Ljubowicki Oleksandr Bortjuk | Vereinigte StaatenRandy Will Joe Sawyer Karlos Kirby Tom Allen |                                                              |

| Europameisterschaften in Königssee, 25. Januar 1992 – 2. Februar 1992 | Europameisterschaften in Königssee, 25. Januar 1992 – 2. Februar 1992 | Europameisterschaften in Königssee, 25. Januar 1992 – 2. Februar 1992 | Europameisterschaften in Königssee, 25. Januar 1992 – 2. Februar 1992 | Europameisterschaften in Königssee, 25. Januar 1992 – 2. Februar 1992 |
| --------------------------------------------------------------------- | --------------------------------------------------------------------- | --------------------------------------------------------------------- | --------------------------------------------------------------------- | --------------------------------------------------------------------- |
| Disziplin                                                             | Erster Platz                                                          | Zweiter Platz                                                         | Dritter Platz                                                         |                                                                       |
| Zweierbob                                                             | Gustav Weder Donat Acklin                                             | Christoph Langen Günther Eger                                         | Sepp Dostthaler Mike Sehr                                             |                                                                       |
| Viererbob                                                             | DeutschlandHarald Czudaj Tino Bonk Axel Jang Alexander Szelig         | ÖsterreichHubert Schösser Hannes Conti Martin Riedl Gerhard Haidacher | RumänienPaul Neagu Laurentin Budur Laszlo Modos Costel Petrariu       |                                                                       |

| Olympische Winterspiele in Albertville, 15. Februar 1992 – 22. Februar 1992 | Olympische Winterspiele in Albertville, 15. Februar 1992 – 22. Februar 1992 | Olympische Winterspiele in Albertville, 15. Februar 1992 – 22. Februar 1992 | Olympische Winterspiele in Albertville, 15. Februar 1992 – 22. Februar 1992 | Olympische Winterspiele in Albertville, 15. Februar 1992 – 22. Februar 1992 |
| --------------------------------------------------------------------------- | --------------------------------------------------------------------------- | --------------------------------------------------------------------------- | --------------------------------------------------------------------------- | --------------------------------------------------------------------------- |
| Disziplin                                                                   | Erster Platz                                                                | Zweiter Platz                                                               | Dritter Platz                                                               |                                                                             |
| Zweierbob                                                                   | Gustav Weder Donat Acklin                                                   | Rudi Lochner Markus Zimmermann                                              | Christoph Langen Günther Eger                                               |                                                                             |
| Viererbob                                                                   | ÖsterreichIngo Appelt Harald Winkler Gerhard Haidacher Thomas Schroll       | DeutschlandWolfgang Hoppe Bogdan Musiol Axel Kühn René Hannemann            | SchweizGustav Weder Donat Acklin Lorenz Schindelholz Curdin Morell          |                                                                             |

| 5. Weltcup in St. Moritz, 27. Februar 1992 – 1. März 1992 | 5. Weltcup in St. Moritz, 27. Februar 1992 – 1. März 1992         | 5. Weltcup in St. Moritz, 27. Februar 1992 – 1. März 1992        | 5. Weltcup in St. Moritz, 27. Februar 1992 – 1. März 1992          | 5. Weltcup in St. Moritz, 27. Februar 1992 – 1. März 1992 |
| --------------------------------------------------------- | ----------------------------------------------------------------- | ---------------------------------------------------------------- | ------------------------------------------------------------------ | --------------------------------------------------------- |
| Disziplin                                                 | Erster Platz                                                      | Zweiter Platz                                                    | Dritter Platz                                                      |                                                           |
| Zweierbob                                                 | Gustav Weder Donat Acklin                                         | Chris Lori Ken LeBlanc                                           | Günther Huber Stefano Ticci                                        |                                                           |
| Viererbob                                                 | SchweizChristian Meili Bruno Gerber Christian Reich Gerry Löffler | DeutschlandWolfgang Hoppe Bogdan Musiol Axel Kühn René Hannemann | SchweizGustav Weder Donat Acklin Lorenz Schindelholz Curdin Morell |                                                           |

## Weltcupstände

### Gesamtstand im Zweierbob der Männer
| Rang | Bobpilot       | Land                   | Punkte |
| ---- | -------------- | ---------------------- | ------ |
| 1.   | Günther Huber  | Italien                | 150    |
| 2.   | Gustav Weder   | Schweiz                | 145    |
| 3.   | Rudi Lochner   | Deutschland            | 140    |
| 4.   | Chris Lori     | Kanada                 | 136    |
| 5.   | Wolfgang Hoppe | Deutschland            | 131    |
| 6.   | Mark Tout      | Vereinigtes Königreich | 118    |

### Gesamtstand im Viererbob der Männer
| Rang | Bobpilot         | Land                   | Punkte |
| ---- | ---------------- | ---------------------- | ------ |
| 1.   | Wolfgang Hoppe   | Deutschland            | 185    |
| 2.   | Gustav Weder     | Schweiz                | 135    |
| 3.   | Mark Tout        | Vereinigtes Königreich | 131    |
| 4.   | Chris Lori       | Kanada                 | 126    |
| 5.   | Christian Meili  | Schweiz                | 119    |
| 6.   | Zintis Ekmanis   | Lettland               | 116    |
| 7.   | Ingo Appelt      | Österreich             | 107    |
| 7.   | Randy Will       | Vereinigte Staaten     | 107    |
| 9.   | Pasquale Gesuito | Italien                | 102    |
| 10.  | Chuck Leonowicz  | Vereinigte Staaten     | 93     |

### Gesamtstand in der Kombination der Männer
| Rang | Bobpilot        | Land                   | Punkte |
| ---- | --------------- | ---------------------- | ------ |
| 1.   | Wolfgang Hoppe  | Deutschland            | 303    |
| 2.   | Gustav Weder    | Schweiz                | 280    |
| 3.   | Mark Tout       | Vereinigtes Königreich | 271    |
| 4.   | Chris Lori      | Kanada                 | 251    |
| 5.   | Christian Meili | Schweiz                | 223    |
| 6.   | Zintis Ekmanis  | Lettland               | 192    |